# Хладокомбинат №8
Хладокомбинат № 8 — одно из крупнейших предприятий холодильной промышленности СССР и России, основанное в 1933 году и снесённое в 2017 году. Завод был известен своими инновациями в области производства мороженого.
Предприятие было расположено по адресу Багратионовский проезд, дом 5.

## История

### Создание и ранний период
В 1933 году был введен в эксплуатацию крупнейший в СССР завод сухого льда и жидкой углекислоты "Сухой лёд" в Филях.
В 1936 году после поездки наркома пищевой промышленности СССР А. И. Микояна  в США был куплен проект чикагского хладокомбината, и одновременно началось строительство двух крупных предприятий в Москве и Санкт-Петербурге — Хладокомбинат №8 и Хладокомбинат №6 (Петрохолод).
4 ноября 1937 года на хладокомбинате была введена в эксплуатацию первая в СССР фабрика по производству мороженого промышленным способом мощностью 25 тонн в сутки.

### В годы Великой Отечественной войны
В годы Второй мировой войны предприятие было переориентировано на нужды фронта и выпускало высококалорийные концентраты, витаминизированные смеси для фронта и госпиталей, а также компоненты для мин (в подвале картонажного цеха).
63 работника хладокомбината погибли в ходе Великой отечественной войны. В память о них в 1966 году был установлен мемориал на территории предприятия. 

### Присвоение имени А.И. Микояна
5 марта 1941 года указом Президиума Верховного Совета СССР Хладокомбинату №8 было присвоено имя Анастаса Ивановича Микояна, наркома снабжения СССР.
1 февраля 1962 года из наименования предприятия было исключено имя А. И. Микояна, и комбинат снова получил прежнее название — Хладокомбинат №8.

### Послевоенное развитие
После войны хладокомбинат продолжил развитие, вводя новые мощности и расширяя производство. В 1952 году была организована экспериментальная лаборатория технологии мороженого, а в 1954 году началась работа новой очереди фабрики. В 1988-1999 годах была проведена реконструкция предприятия, внедрены новые технологии и оборудование.

### Преобразования в постсоветский период
В 1992 году, в ходе приватизации, Хладокомбинат №8 был преобразован в ОАО "Айс-Фили". 
В 2005 году в результате объединения нескольких крупных предприятий, возникла компания Айсберри. В состав вошли фабрики мороженого "Сервис-Холод" и "Айс-Фили", торговый дом "Рамзай". 

### Закрытие и дальнейшая судьба
После закрытия и сноса Хладокомбината №8 в 2016–2017 годах, территория завода была отдана под застройку. На месте бывшего хладокомбината сейчас находятся торгово-развлекательный центр «Филион» и жилой квартал «Фили Сити». 

## Руководство
| Годы        | Директор                                        |
| ----------- | ----------------------------------------------- |
| 1933        | Булатников                                      |
| 1938–1946   | Алексей Андреевич Смирнов                       |
| 1946 – 1948 | Фёдор Васильевич Успенский                      |
| 1952–1953   | Казаков                                         |
| 1954–1970   | Александр Никитич Назаренко                     |
| 1972–1978   | Георгий Фёдорович Радионов                      |
| 1981 – 1987 | Игорь Владимирович Разбегаев                    |
| 1987 – 1988 | Виноградова Людмила Сергеевна (и. о. директора) |
| 1988 – 2001 | Анатолий Владимирович Шаманов                   |
| 2001–2003   | Виктор Степанович Лутовинов                     |
| 2003        | Дмитрий Шаманов                                 |